# Поляки (Уренский район)
Поляки — деревня в составе Ворошиловского сельсовета в Уренском районе Нижегородской области.

## География
Находится у северной границы районного центра города Урень.

## История
Деревня основана в середине XIX века, название дано по ссыльным участникам Польского восстания 1830—1831 годов. Население было старообрядческим. В 1870 году 5 дворов и 36 жителей. В 1916 году 13 дворов и 68 жителей. В период коллективизации был организован колхоз «Труженик». В 1979 году было дворов 16, жителей 49, в 1994 10 и 19 соответственно. В последние годы в деревне работало сельскохозяйственное предприятие «Путь Ленина».

## Население
Постоянное население составляло 7 человек (русские 100 %) в 2002 году, 8 в 2010.